# 마이크 디비아시 (1977년)
마이클 윌스 "마이크" 디비아시 2세/주니어(Michael Wills "Mike" DiBiase II/Jr. , 1977년 9월 10일~)는 미국의 프로 레슬러이다. 플로리다주에서 태어났다. 할아버지인 마이크 디비아시와 아버지인 "밀리언 달러맨" 테드 디비아시, 동생들인 테드 디비아시 주니어, 브렛 디비아시도 모두 프로 레슬러이다. 링 네임은 마이크 디비아시(Mike DiBiase)이다.

## 신체 사항
- 키 187cm
- 몸무게 103kg

## 수상
- Fusion Pro 태그팀 챔피언 1회 - 테드 디비아시
- NWA 노쓰 아메리칸 헤비웨이트 챔피언 1회
- NWA 텍사스 헤비웨이트 챔피언 1회
- PWF 챔피언 2회
- PWF 태그팀 챔피언 1회 - 락키 로메로 III
- WLW 태그팀 챔피언 1회 - 와일드 웨이드 치즘